# Isla Ráscale
Isla de Ráscale är en ö i Mexiko. Den ligger i lagunen Estero Água Brava och hör till kommunen Escuinapa i delstaten Sinaloa, i den centrala delen av landet. Arean är 0,64 kvadratkilometer.